# Conrad de Thuringia
Conrad (supranumit "cel Bătrân") (n. secolul al IX-lea d.Hr. – d. 27 februarie 906 d.Hr., Fritzlar, Hessa, Germania) a fost duce de Thuringia de la 892 până la moarte. Totodată, este cel care a dat numele dinastiei Conradinilor.
Conrad era fiul nobilului Udo de Neustria, din Francia răsăriteană. Mama sa era probabil fiică a lui Conrad I de Logenahe (n. 832-d. 860). El a devenit pe rând conte de Oberlahngau (886), Hessengau (897), Gotzfeldgau (903), Wetterau (905) și Wormsgau (906). El a reușit să unească întreg teritoriul actual al landului Hessa, pe care l-a lăsat ca moștenire urmașilor săi din ceea ce va deveni Ducatul de Franconia.
La începutul carierei sale, Conrad s-a aflat într-o stare de vrăjmășie cu Henric de Franconia și cu Adalbert, ambii din familia Babenberg. Principala reședință a lui Conrad s-a aflat la Friedeslar în Hessa. El a avut titlurile de comes și ministerialis sub regele Germaniei Arnulf de Carintia în 891. În 892, ducele Poppo de Thuringia a fost depus din poziția sa și înlocuit de către Conrad în Thuringia și în Marca sorabă. Acesta a menținut posesia doar asupra ducatului pentru scurtă vreme, înainte de a fi înlocuit de către Burchard. Motivul numirii lui Conrad l-a reprezentat probabil o schimbare în politica promovată de Arnulf, în favoarea Conradinilor și împotriva Babenbergilor; însă domnia scurtă a lui Conrad poate reflecta lipsa sa de sprijin în Thuringia sau o lipsă de interes din partea sa de a fi trimis acolo.
Conrad l-a trimis pe fiul său, viitorul rege Conrad I al Germaniei, împotriva inamicilor săi, frații Gerard și Matfrid, în 906. El însuși a căzut ucis în lupta din apropiere de Fritzlar și a fost înmormântat în biserica Sfântului Martin din Weilburg. El a lăsat o văduvă pe nume Glismod sau Glismuot, care a murit în 26 aprilie 924 și a fost înmormântată alături de Conrad. Glismod ar fi putut fi rudă cu ducii thuringieni timpurii (poate o fiică a ducelui Thachulf), oferind astfel soțului ei pretenția ereditară asupra Thuringiei. Conrad și Glismod, pe lângă Conrad I, au mai avut doi fii: Eberhard și Otto, conte de Ruhrgau.